# Bernard Caron
Pour les articles homonymes, voir Caron.
Bernard Caron est un footballeur français né le 11 août 1952 à Billy-Berclau dans le département du Pas-de-Calais. Il joue au poste de défenseur central du début des années 1970 au début des années 1980.
Après des débuts au CS Sedan-Ardennes, il évolue à l'AS Nancy-Lorraine avec qui il remporte la Coupe de France en 1978. Il joue ensuite au Paris FC, au Paris SG et termine sa carrière au FC Rouen.

## Biographie
Bernard Caron nait le 11 août 1952 à Billy-Berclau. Il commence le football au SU Agen où il est repéré par le Sedan et rejoint le club en 1969. Il fait ses débuts en équipe première lors de la saison 1971-1972 qui voit le club sedanais remporter le groupe A de Division 2 et ainsi monter en première division. Il devient titulaire en défense centrale lors de la seconde saison en Division 1. Ses performances lui valent d'être appelé, le 10 octobre 1973, par le sélectionneur Henri Guérin, en équipe de France espoirs pour affronter l'Italie. Les deux équipes se séparent sur un match nul un but partout. Le 20 novembre, il est cette fois-ci appelé en équipe de France B, par le sélectionneur Ștefan Kovács. Les Français rencontrent, au Stade Félix-Bollaert, le Cercle Bruges KSV, les deux équipes se séparent sur un match nul un but partout. Relégué en Division 2 en 1974, Bernard Caron dispute encore une saison sous les couleurs sedanaises avant de rejoindre en  1975, l'AS Nancy-Lorraine qui vient de monter en Division 1.
Bernard Caron signe un contrat de trois ans avec le club nancéien où il succède en défense centrale à José Lopez et, est associé à Carlos Curbelo. Le club termine septième du championnat puis  quatrième en 1977. En 1978, l'AS Nancy-Lorraine atteint la finale de la Coupe de France où elle est opposée à l'OGC Nice. Pour atteindre ce stade de la compétition, le club s'est appuyé sur sa défense, menée par Caron et Curbelo, qui n'a encaissé que deux buts en dix rencontres. Les Nancéiens s'imposent sur le score de un but à zéro grâce à une réalisation de Michel Platini à la 57e minute.
En août 1978, il est transféré au Paris FC qui vient d'être promu en première division. À la relégation de ce club en Division 2, il fait partie des trois joueurs avec Beltramini et Huck, transférés au Paris SG à la demande de la mairie de Paris pour solder les dettes du club. Barré en défense centrale par Éric Renaut et Thierry Morin, il ne dispute que sept rencontres en championnat. Il rejoint en 1980 le Rouen en Division 2 où il retrouve un poste de titulaire et devient même le capitaine du club. Il ne joue en équipe première que lors de la première saison et rejoint en 1983 le FC Périgueux où il est entraîneur-joueur jusqu'en 1988.

## Palmarès
Bernard Caron remporte la Coupe de France en 1978 avec l'AS Nancy-Lorraine. Il est, avec le CS Sedan-Ardennes, champion de division 2 (groupe A) en 1972.
Il compte une sélection en équipe de France B, il est également international espoirs.

## Statistiques
Le tableau ci-dessous résume les statistiques en match officiel de Bernard Caron durant sa carrière de joueur professionnel.
| Saison                | Club                  | Championnat           | Championnat | Championnat | Coupe(s) nationale(s) | Coupe(s) nationale(s) | Sélection               | Sélection | Sélection | Total | Total |
| Saison                | Club                  | Division              | M.          | B.          | M.                    | B.                    | Équipe                  | M.        | B.        | M.    | B.    |
| 1971-1972             | CS Sedan-Ardennes     | Division 2            | 23          | 3           | 2                     | 0                     | -                       | -         | -         | 25    | 3     |
| 1972-1973             | CS Sedan-Ardennes     | Division 1            | 16          | 3           | -                     | -                     | -                       | -         | -         | 16    | 3     |
| 1973-1974             | CS Sedan-Ardennes     | Division 1            | 32          | 5           | 1                     | 0                     | France espoirs France B | 1         | 0         | 35    | 5     |
| 1974-1975             | CS Sedan-Ardennes     | Division 2            | 28          | 4           | 3                     | 3                     | -                       | -         | -         | 31    | 7     |
| 1975-1976             | AS Nancy-Lorraine     | Division 1            | 37          | 2           | 8                     | 2                     | -                       | -         | -         | 45    | 4     |
| 1976-1977             | AS Nancy-Lorraine     | Division 1            | 38          | 3           | 1                     | 0                     | -                       | -         | -         | 39    | 3     |
| 1977-1978             | AS Nancy-Lorraine     | Division 1            | 32          | 2           | 10                    | 1                     | -                       | -         | -         | 42    | 3     |
| juil.-août 1978-1979  | AS Nancy-Lorraine     | Division 1            | 4           | 0           | -                     | -                     | -                       | -         | -         | 4     | 0     |
| août-juin 1978-1979   | Paris FC              | Division 1            | 31          | 1           | 5                     | 0                     | -                       | -         | -         | 36    | 1     |
| 1979-1980             | Paris Saint-Germain   | Division 1            | 7           | 0           | -                     | -                     | -                       | -         | -         | 7     | 0     |
| 1980-1981             | FC Rouen              | Division 1            | 34          | 8           | -                     | -                     | -                       | -         | -         | 34    | 8     |
| Total sur la carrière | Total sur la carrière | Total sur la carrière | 282         | 31          | 30                    | 6                     | -                       | 2         | 0         | 314   | 37    |

## Sources
- Jacques Ferran et Jean Cornu - Football 1979, Les Cahiers de l'Équipe, 1978. cf. page 116.